# 星野順一郎
星野 順一郎（ほしの じゅんいちろう、1957年（昭和32年）12月27日- ）は、日本の政治家、歯科医師。千葉県我孫子市長（5期）。

## 概要
千葉県我孫子市中里生まれ。我孫子市立湖北小学校、我孫子市立湖北中学校、市川学園市川高等学校、日本大学松戸歯学部卒業。大学卒業後、1995年に我孫子市青年会議所理事長、1999年から2007年まで我孫子市介護認定審査会副会長、2003年から2007年まで我孫子市歯科医師会会長を務める。
2007年1月21日投開票の我孫子市長選挙に無所属で出馬し、初当選した。同年1月25日、我孫子市長に就任。2011年1月23日投開票の我孫子市長選挙に再選を目指して出馬。現職の星野を含む6人が立候補する乱戦であったが、次点の候補者を4,643票差で振り切り再選。2015年1月18日投開票の我孫子市長選挙で3選、2019年1月には4選を果たした。2023年1月には星野の他に候補者が立候補しなかったため無投票で再選し、5選。